# 志水廣
志水 廣（しみず ひろし、1952年 - ）は、日本の数学者。愛知教育大学教授。専門は数学教育。もと小学校教諭。

## 略歴
1952年、神戸市に生まれる。大阪教育大学卒業後、神戸市の公立小学校を勤務する。後に兵庫教育大学大学院を修了（数学教育専攻）、筑波大学附属小学校教諭を経て、愛知教育大学教授。大学で学部生に算数・数学教育の教鞭をとる傍ら、各地の小学校・中学校のコンサルティングをし、各地の算数・数学の研究会の指導にあたっている。また、授業力アップのための教師塾を開催している。

## 著書
書籍の出版はすべて明治図書出版。

### 単著
- 『算数科・教材開発のマニュアル』（1991年）
- 『分かる・できる算数授業づくりのコツ―教師も子どもも元気が出る』（1997年）
- 『算数科:「○つけ法」で授業が変わる・子どもが変わる』（2004年）
- 『算数力がつく教え方ガイドブック』（2006年）
- 『新算数科教材開発の理論と実践』（2006年)
- 『中学校数学科・志水式音声計算トレーニング法』（2006年）
- 『「愛」で育てる算数数学の授業―授業はキャッチ&リスポンス』（2007年）
- 『志水メソッドによる算数の授業づくり―どの子も「わかる」「できる」授業』（2009年）

### 共著
- 『算数科「意味付け復唱法」のアイデアと展開―子どもの言葉で算数の授業を創ろう!』（井出誠一と共著、2006年）
- 『子どもが活躍!算数授業創造のネタ30選―「かかわり合い」から授業をみがく・子どもを鍛える』（蜂須賀渉と共著、2006年）
- 『活用力を高める発展・補充問題72選』（諏訪算数数学教育研究会と共著、2008年）
- 『算数科 学ぶ喜びを育む学習の創造―志水メソッドとの出会い』（長野県岡谷市立岡谷小学校と共著、2008年）